# ديف نيكلسون
ديف نيكلسون (بالإنجليزية: Dave Nicholson)‏ هو لاعب كرة قاعدة أمريكي، ولد في 29 أغسطس 1939 في سانت لويس في الولايات المتحدة.

## وصلات خارجية
- ديف نيكلسون على موقعبيزبول رفرنس.كوم (الدوري الرئيسي) (الإنجليزية)